# Oscar Hagen (Politiker)
Oscar Ferdinand Hagen (* 4. April 1895 in Spaichingen; † 1. September 1996 ebenda) war ein deutscher Politiker und Unternehmer.

## Leben
Hagen war der Sohn des Brauereibesitzers Ernst Friedrich Hagen, sein Großvater war der Oberamtsbaumeister und Landtagsabgeordnete Josef Rapp. Im Mai 1915 wurde er zum Feldartillerie-Regiment „König Karl“ (1. Württembergisches) Nr. 13 eingezogen. Von September 1915 bis Dezember 1918 war er mit der Württembergischen Gebirgs-Kanonen-Batterie Nr. 13 im Feld. Fortan übernahm er die Geschicke der Spaichinger Waldhorn Brauerei.
Als Mitglied der CDU gehörte er dem 3. Landtag von Baden-Württemberg vom 10. Juli 1962, als er für Kurt Geiger, der sein Mandat am Vortag niedergelegt hatte, nachrückte, bis zum Ende der Legislaturperiode 1964 an. Er vertrat den Wahlkreis Tuttlingen.

## Ehrungen
- 1965: Ehrenbürgerwürde der Stadt Spaichingen
- 1966: Bundesverdienstkreuz 1. Klasse